# Kimball (Tennessee)
Kimball – miasto w Stanach Zjednoczonych, w stanie Tennessee, w hrabstwie Marion.